# Машанин, Григорий Михайлович
Григорий Михайлович Машанин (13 февраля 1919 — 26 мая 1988) — советский военный лётчик, гвардии майор. В годы Великой Отечественной войны командир звена 6-го гвардейского штурмового авиаполка (3-я воздушная армия, 3-й Белорусский фронт). Герой Советского Союза (1945).

## Биография
Родился 13 февраля 1919 года в селе Болгары (ныне Республика Татарстан). Вырос в посёлке Трусово города Астрахани. Окончил там школу 55.
В Красной Армии с 1940 года. В 1942 году окончил школу пилотов. На фронтах Великой Отечественной войны с ноября 1943 года. Принимал участие в освобождении Белоруссии, Прибалтики. Отличился в боях за город Ригу.
К маю 1945 года совершил 120 боевых вылетов, из них 100 на штурмовку укреплений врага, скоплений войск, разведку и свободный поиск.
Указом Президиума Верховного Совета СССР от 29 июня 1945 года гвардии лейтенанту Григорию Михайловичу Машанину за успешные боевые действия присвоено звание Героя Советского Союза и медаль «Золотая Звезда» (СССР).
С июля 1969 года в отставке. Жил в Украине в городе Киев, затем в городе Ялта. Умер 26 мая 1988 года. Похоронен на Старом кладбище Ялты.

## Награды
- Медаль «Золотая Звезда» Героя Советского Союза;
- Орден Ленина;
- Три ордена Красного Знамени;
- орден Отечественной войны 1-й степени;
- орден Отечественной войны 2-й степени;
- орден Красной Звезды;
- медали.